# Kiernan Shipka
Kiernan Shipka, née le 10 novembre 1999 à Chicago, dans l'Illinois, est une actrice américaine.
Enfant star, elle est révélée par le rôle de Sally Draper dans la série télévisée dramatique Mad Men et pour avoir été la voix originale de Jinora dans la série d'animation La Légende de Korra.
En octobre 2014, elle a été nommée l'une des 25 adolescents les plus influents de l'année 2014 par le magazine américain Time.
De 2018 à 2020, elle est la seconde interprète du personnage de comics Sabrina Spellman dans la série télévisée  Les Nouvelles Aventures de Sabrina.

## Biographie

### Enfance et formation
Kiernan Brennan Shipka est née le 10 novembre 1999 à Chicago, aux États-Unis. Son père est John Young Shipka, un promoteur immobilier, et sa mère est Erin Ann Brennan. Elle a des origines irlandaises.
Bébé, elle est modèle pour des publicités papiers puis dès l'âge de cinq ans, elle commence à prendre des cours de ballet.
Elle déménage à Los Angeles avec sa famille à l'âge de six ans pour favoriser sa carrière d'actrice.

### Débuts précoces et révélation

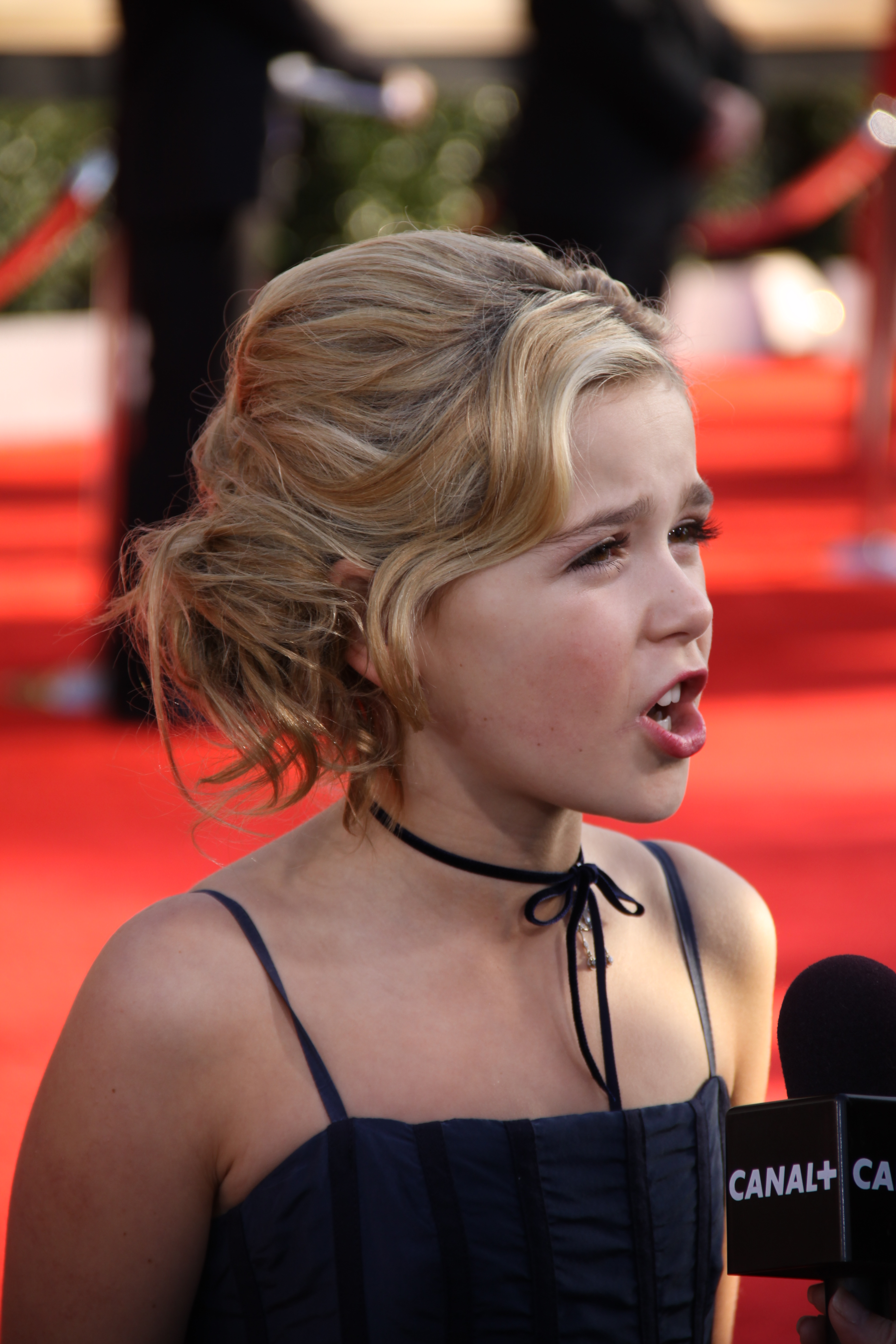
Kiernan Shipka aux Screen Actors Guild Awards le 23 janvier 2010.

Elle débute, à la télévision, en apparaissant dans des séries télévisées comme Monk, Cory est dans la place et Heroes.
En 2007, Kiernan Shipka est révélée au public avec son rôle récurrent de Sally Draper dans la série télévisée Mad Men qu'elle obtient après deux auditions. Entre 2009 et 2010, elle remporte avec le reste de la distribution l'award de meilleure distribution pour une série télévisée dramatique aux Screen Actors Guild Awards.
Elle est encensée par la critique pour sa performance, lui permettant de rejoindre la distribution principale dès la quatrième saison. Position qu'elle conserve jusqu'à la fin de la série.
Parallèlement, elle prête sa voix de façon récurrente au personnage de Jinora dans la série d'animation La Légende de Korra, suite de la série d'animation culte Avatar, le dernier maître de l'air.
Au cinéma, elle est à l'affiche de la comédie Desperate Teachers, sortie en 2008, avec Jason Biggs et Eva Longoria. L'année suivante, elle joue dans le film d'horreur Infectés avec Chris Pine, Lou Taylor Pucci et Piper Perabo et un petit rôle, non crédité, dans le film d'aventures Le Monde (presque) perdu.
En 2013, elle remporte un Young Artist Awards dans la catégorie meilleure performance par une jeune actrice dans une série télévisée.
En 2014, elle obtient le rôle de Cathy Dollanganger dans le téléfilm Les Enfants du péché, adapté du premier roman de la très controversée série littéraire Fleurs captives de Virginia C. Andrews. Elle est également élue l'une des 25 adolescents les plus influents de l'année par le Time et l'une des 20 jeunes acteurs de moins de 20 ans à surveiller par Indiewire.
En 2015, elle décroche son premier rôle principal au cinéma avec le film indépendant One & Two dans lequel elle partage l'affiche avec Timothée Chalamet. La même année, elle joue dans le film d'horreur indépendant February d'Oz Perkins avec Emma Roberts.

### Passage au premier plan
En 2017, elle interprète B. D. Hyman, la fille de Bette Davis dans la première saison de la série d'anthologie Feud, intitulée Bette and Joan.
En 2018, elle obtient le rôle principal de la série télévisée Les Nouvelles Aventures de Sabrina, devenant la seconde interprète du personnage des comics de l'éditeur Archie Comics, Sabrina Spellman. Initialement, elle rencontre le show runner des Nouvelles Aventures de Sabrina par une audition pour le rôle de Betty Cooper dans la série Riverdale, mais ce dernier voit en elle le potentiel pour incarner l'héroïne de la série horrifique diffusée sur le service Netflix.
En 2019, alors que Sabrina est reconduit, elle poursuit sa collaboration avec la plateforme de vidéo à la demande en étant l'héroïne du film d'horreur The Silence réalisé par John R. Leonetti,. Et en fin d'année, toujours pour la plateforme, elle est l'une des vedettes de la comédie romantique Flocons d'amour aux côtés de Mitchell Hope, Jacob Batalon et Isabela Moner,.

## Filmographie

### Cinéma

#### Longs métrages
- 2007 : Dimension de Matthew Scott Harris : Molly
- 2008 : Desperate Teachers (Lower Learning) de Mark Lafferty : Sarah
- 2009 : Le Monde (presque) perdu (Land of the Lost) de Brad Silberling : un enfant dans la fosse
- 2009 : Infectés (Carriers) de David Pastor et Alex Pastor : Jodie
- 2010 : House Broken de Sam Harper : Tammy Tawber
- 2010 : Comme chiens et chats : La Revanche de Kitty Galore (Cats & Dogs: The Revenge of Kitty Galore) de Brad Peyton : une fille
- 2013 : Very Good Girls de Naomi Foner : Eleanor Berger
- 2015 : One & Two d'Andrew Droz Palermo : Eva
- 2015 : Souvenirs de Marnie (思い出のマーニー) d'Hiromasa Yonebayashi : Marnie (voix - film produit en 2014, doublage en 2015)
- 2015 : February d'Oz Perkins : Kat
- 2019 : The Silence de John R. Leonetti : Ally
- 2019 : Flocons d'amour (Let It Snow) de Luke Snellin : Angie/Duc
- 2023 : Wildflower de Matt Smukler : Bea Johnson
- 2023 : Totally Killer de Nahnatchka Khan : Jamie Hugues/Collette
- 2024 : Longlegs d'Oz Perkins : Carrie Anne Camera
- 2024 : Twisters de Lee Isaac Chung : Addy
- 2024 : Red One de Jake Kasdan : Gryla
- 2024 : The Last Showgirl de Gia Coppola : Jodie
- 2024 : Sweethearts de Jordan Weiss : Jamie

#### Courts métrages
- 2009 : A Rag Doll Story de Drew Nudi : Alley
- 2010 : The Ryan and Randi Show  de Sarah Stettler et Kevin Chambers : Lala La Lala
- 2010 : Squeaky Clean d'Albert Pedraza : Emily
- 2012 : The Empty Room d'Alex Wolff : Juliet
- 2013 : We Rise Like Smoke de Mike Hoy : Kyler jeune
- 2014 : The Edge of the Woods de Grainger David : Alice

### Télévision

#### Téléfilms
- 2006 : The Angriest Man in Suburbia de Barnet Kellman : Lola
- 2011 : Un jour mon prince viendra (Smooch) de Ron Oliver : Zoe Cole
- 2014 : Les Enfants du péché (Flowers in the Attic) de Deborah Chow : Cathy Dollanganger
- 2015 : Fan Girl de Paul Jarrett : Telulah "Lu" Farrow

#### Séries télévisées
- 2006 : Monk : une cliente (saison 5, épisode 7)
- 2007 : Cory est dans la place : une camarade de Sophie (saison 1, épisode 11)
- 2007 : MADtv : l'enfant énervé (saison 1, épisode 13)
- 2007 : Heroes : la fille en feu (saison 2, épisode 8)
- 2007 - 2015 : Mad Men : Sally Draper (saisons 1 à 3, récurrente et saisons 4 à 7, principale - 89 épisodes)
- 2012 : Don't Trust the B---- in Apartment 23 : elle-même (saison 1, épisode 3)
- 2012 - 2014 : La Légende de Korra : Jinora (voix récurrente, 25 épisodes)
- 2013 - 2018 : Princesse Sofia : Oona (voix, saisons 1, 3 et 4 - 3 épisodes)
- 2015 : Unbreakable Kimmy Schmidt : Kymmi (saison 1, épisode 9)
- 2017 : Feud: Bette and Joan : B.D. Hyman (récurrente - saison 1, 5 épisodes)
- 2017 : American Dad! : une étudiante (voix - saison 12, épisode 9)
- 2017 : Les Griffin : une cheerleader (voix - saison 15, épisode 18)
- 2017 : Neo Yokio : Helenist (voix - saison 1, épisode 3)
- 2018 - 2020 : Les Nouvelles Aventures de Sabrina : Sabrina Spellman (principale)
- 2021 - 2022 : Riverdale : Sabrina Spellman (saison 6, épisodes 4 et 19)
- 2022 : Swimming with Sharks : Lou Simms
- 2023 : White House Plumbers : Kevan Hunt

### Doublage de jeux vidéo
- 2014 : La Légende de Korra (The Legend of Korra) : Jinora (voix)
- 2016 : Marvel's Avengers Academy : Jessica Drew / Spider-Woman (voix)

## Voix francophones
En France, Camille Donda est la voix régulière de Kiernan Shipka.

## Distinctions
Sauf indication contraire, les informations mentionnées dans cette section peuvent être confirmées par la base de données cinématographiques IMDb,  présente dans la section « Liens externes ».

### Récompenses
- Satellite Awards 2007 : Meilleure distribution pour une série télévisée pour Mad Men (2007-2015).
- Screen Actors Guild Awards 2009 : Meilleure distribution pour une série dramatique pour Mad Men (2007-2015).
- 2010 : Meilleure distribution pour une série dramatique pour Mad Men (2007-2015).
- Young Hollywood Awards 2012: Voleuse de vedette pour Mad Men (2007-2015).
- Behind the Voice Actors Awards 2013 :
  - BTVA People's Choice Voice Acting Award de la meilleure performance de doublage par une distribution dans une nouvelle série télévisée pour La Légende de Korra
  - BTVA Television Voice Acting Award de la meilleure performance de doublage par une distribution dans une nouvelle série télévisée pour La Légende de Korra
- Young Artist Awards 2013 : Meilleure actrice récurrente dans une série télévisée pour Mad Men
- Women in Film Crystal + Lucy Awards 2013 : Lucy Awards pour Mad Men
- IMDb Awards 2018 : Top 10 Breakout Stars Award (Top 10 révélation)

### Nominations
- Young Artist Awards 2009 : Meilleure jeune actrice récurrente dans une série télévisée pour Mad Men
- Gold Derby Awards 2010 : meilleure distribution de l'année pour Mad Men
- Online Film & Television Association Award 2010 : meilleure actrice invitée dans une série télévisée dramatique pour Mad Men
- Young Artist Awards 2010 : 
  - Meilleure jeune actrice dans un court-métrage pour Squeaky Clean
  - Meilleure jeune actrice dans un second rôle dans un film pour Infectés
- Screen Actors Guild Awards 2011 : Meilleure distribution pour une série dramatique avec l'ensemble des acteurs de Mad Men
- Young Artist Awards 2011 : 
  - Meilleure jeune actrice dans un film[réf. souhaitée] pour Comme chiens et chats : La Revanche de Kitty Galore
  - Meilleure jeune actrice dans un second rôle dans une série télévisée[réf. souhaitée] pour Mad Men
- Young Artist Awards 2012 : Meilleure jeune actrice dans un téléfilm, mini-série ou spécial pour Un jour mon prince viendra
- Screen Actors Guild Awards 2013 : Meilleure distribution pour une série dramatique avec l'ensemble des acteurs de Mad Men
- Young Artist Awards 2013 :
  - Meilleure jeune actrice de doublage à la télévision pour La Légende de Korra
  - Meilleure jeune actrice invitée dans une série télévisée pour Don't Trust the B---- in Apartment 23
- Young Hollywood Awards 2014 : Prix You're So Fancy
- Online Film & Television Association Award 2014 : 
  - Meilleure actrice dans un téléfilm, mini-série ou spécial pour Les Enfants du péché
  - meilleure actrice dans un second rôle  pour Mad Men
- Gold Derby Awards 2015 : meilleure actrice invitée pour Mad Men
- Behind the Voice Actors Awards 2016 :
  - meilleure performance de doublage par une distribution pour Souvenirs de Marnie
  - meilleure performance de doublage féminin pour Souvenirs de Marnie
- Screen Actors Guild Awards 2016 : Meilleure distribution pour une série dramatique avec l'ensemble des acteurs de Mad Men
- MTV Movie & TV Awards 2019 : meilleure performance pour Les Nouvelles Aventures de Sabrina
- Teen Choice Awards 2019 : meilleure actrice pour Les Nouvelles Aventures de Sabrina